# أنديزينو
أنديزينو ( بيدمونتيس:أندزن) هي بلدية في مدينة تورينو الحضرية، في منطقة بيمنتة الإيطالية، وتقع على بعد 14 كيلومتر (9 ميل) جنوب شرق تورينو.
تقع أنديزينو على حدود البلديات التالية: مارنتينو ومونتالدو تورينيزي وكيري وأرينيانو.

## الاقتصاد
كانت أنديزينو مجتمعًا زراعيًا في الغالب حتى الستينيات عندما تحوّلت المنطقة المحيطة بمدينة تورينو لمنطقة صناعية كبيرة. فهي اليوم موطن العديد من الشركات والمؤسسات الصغيرة.

## من شخصيات المنطقة
- بييرو غوبيتي (1901-1926)، مفكر وصحفي - كان والداه من أنديزينو وكان يعيش هناك في منزل عائلته في أوقات مختلفة من حياته.
- كلاوديو ماركيزيو (مواليد 1986)، لاعب كرة قدم ليوفنتوس والمنتخب الإيطالي - ولد في مدينة تورينو ونشأ في أنديزينو ، حيث لا يزال والداه يعيشان.